# Pagundan
Pagundan is een bestuurslaag in het regentschap Kuningan van de provincie West-Java, Indonesië. Pagundan telt 4011 inwoners (volkstelling 2010).